# Ґорчиці (Олецький повіт)
Ґорчиці (пол. Gorczyce, нім. Gortzitzen) — село в Польщі, у гміні Ковале-Олецьке Олецького повіту Вармінсько-Мазурського воєводства.
Населення — 17 осіб (2011).
У 1975-1998 роках село належало до Сувальського воєводства.

## Демографія
Демографічна структура станом на 31 березня 2011 року:
|          | Загалом | Допрацездатний вік | Працездатний вік | Постпрацездатний вік |
| -------- | ------- | ------------------ | ---------------- | -------------------- |
| Чоловіки | 11      | 2                  | 9                | 0                    |
| Жінки    | 6       | 0                  | 4                | 2                    |
| Разом    | 17      | 2                  | 13               | 2                    |